# Беляницкое сельское поселение (Тверская область)
Беляни́цкое се́льское поселе́ние — муниципальное образование в составе Сонковского района Тверской области.
Административный центр — село Беляницы.

## Географические данные
- Общая площадь: 181,3 км²
- Нахождение: юго-западная часть Сонковского района
  - Граничит:
    - на севере — с Горским СП и Гладышевским СП
    - на северо-востоке — с городским поселением посёлок Сонково
    - на востоке — с Григорковским СП
    - на юго-востоке — с Кесовогорским районом, Лисковское СП
    - на юго-западе — с Бежецким районом, Сукроменское СП
    - на западе — с Бежецким районом, Городищенское СП

На севере поселение пересекает железнодорожная линия Бологое — Сонково — Рыбинск.

## История
В XIX — начале XX века деревни поселения относились к Беляницкой и Бокаревской волостям Бежецкого уезда.
Образовано в 2005 году, включило в себя территории Беляницкого и Пригорского сельских округов.

## Население
| 2010 | 2011 | 2012  | 2013  | 2014  | 2015  | 2016  | 2017  | 2018 |
| ---- | ---- | ----- | ----- | ----- | ----- | ----- | ----- | ---- |
| 991  | ↗997 | ↗1022 | ↗1052 | ↘1036 | ↘1029 | ↘1016 | ↘1005 | ↘991 |
| 2019 | 2020 | 2021  |       |       |       |       |       |      |
| ↘957 | ↘927 | ↘766  |       |       |       |       |       |      |

На 01.01.2008 — 1104 человек.

### Национальный состав
По переписи 2010 — русские.

## Состав сельского поселения
| №  | Населённый пункт | Тип населённого пункта       | Население |
| -- | ---------------- | ---------------------------- | --------- |
| 1  | Ашекромино       | деревня                      | 0         |
| 2  | Бездежи          | деревня                      | 0         |
| 3  | Беляницы         | село, административный центр | ↘564      |
| 4  | Бокарево         | деревня                      | ↘0        |
| 5  | Дельки           | деревня                      | 1         |
| 6  | Истопники        | деревня                      | 0         |
| 7  | Квасово          | деревня                      | 0         |
| 8  | Левинское        | деревня                      | 0         |
| 9  | Литики           | деревня                      | 1         |
| 10 | Макариха         | деревня                      | 66        |
| 11 | Мериново         | деревня                      | 9         |
| 12 | Наумково         | деревня                      | 9         |
| 13 | Ново-Ильинское   | деревня                      | 57        |
| 14 | Озерки           | деревня                      | 10        |
| 15 | Палкино          | деревня                      | 1         |
| 16 | Почеп            | деревня                      | 0         |
| 17 | Привольное       | деревня                      | ↘61       |
| 18 | Пригорки         | деревня                      | 100       |
| 19 | Рамешки          | деревня                      | 0         |
| 20 | Рылово           | деревня                      | 24        |
| 21 | Синёво-Дуброво   | деревня                      | ↘18       |
| 22 | Талашманы        | деревня                      | 0         |
| 23 | Тимонино         | деревня                      | 1         |
| 24 | Федоровское      | деревня                      | 63        |

### Упразднённые населённые пункты
- Апочково
- Глазово
- Пирогово
- Гаврилица

## Экономика
Колхозы «Красный Октябрь», «Рассвет» и им.Горького.

## Люди, связанные с поселением
В деревне Рылово родился Герой Советского Союза Василий Васильевич Артамонов.